# Laffly S25T
Il Laffly S25T era un trattore d'artiglieria su telaio a sei ruote motrici prodotto dalla francese Laffly, impiegato dall'Esercito francese e dalla Wehrmacht durante la seconda guerra mondiale.

## Storia
La società Laffly, originariamente produttrice di mezzi pesanti quali autocarri ed autobus, negli anni venti e trenta si era specializzata nella progettazione di veicoli fuoristrada. I telai Laffly, in configurazione 6×6, si distinguevano per l'avanzato sistema di trasmissione e sospensione ed, esteticamente, per le due coppie di ruote folli, rispettivamente sotto al muso e tra il primo ed il secondo asse, che favorivano il superamento degli ostacoli.
L'azienda sviluppò nel 1937 il S25T, derivato dal 6×6 Laffly S20TL, caratterizzato da elevate prestazioni fuoristrada. I primi tre prototipi furono consegnati all'Armée de terre nel dicembre 1939. Prima della resa della Francia, furono consegnati 96 trattori. Secondo le specifiche dell'esercito, questi avrebbero dovuto trainare gli obici pesanti Schneider 155 mm C Mle. 1917, ma una volta entrati in servizio vennero invece assegnati a tre battaglioni di artiglieria equipaggiati con il nuovo cannone campale medio Schneider 105 mm L Mle 1936.
Sulla base del trattore venne realizzato il veicolo polifunzionale S25TL, con telaio allungato, che a causa degli eventi bellici non fu prodotto in grandi numeri. Nove di questi veicoli, allestiti come veicoli recupero, furono assegnati ad altrettante batterie di semoventi cacciacarri Laffly W15TCC.
Dopo la resa della Francia i mezzi catturati dai tedeschi vennero impiegati principalmente dallo Heer per il traino dei pezzi da 10,5 cm leFH 18.

## Tecnica
Il telaio, formato da due longheroni in acciaio profilati ad U, era a due assi a trazione integrale. Le ruote anteriori, direttrici, hanno ammortizzatore elicoidale, mentre gli assi posteriori sono indipendenti, su balestre; sul S25T il primo interasse era di 1.850 mm, il secondo di 1.120 mm; sul S25TL il primo interasse era allungato a 2.400 mm. Una coppia di piccole ruote folli è posizionata sul muso del mezzo per meglio affrontare terrapieni e gradini; una seconda coppia è posta tra il primo ed il secondo asse, sotto la cabina di guida, per aiutare il superamento di dossi. In posizione avanzata era montato il motore quadricilindrico a benzina da 3450 cm³, erogante 60 CV a 2.500 giri/min.
La carrozzeria era di tipo chiuso. Il vano di guida ospitava tre uomini. Nel vano di carico dei veicoli adibiti a trattori prendevano posto 8 serventi, mentre in quelli adibiti a porta munizioni (caisson) trasportavano nel vano 30 munizioni complete. La capacità di carico totale era di 1,5 t.